# Makuläre Teleangiektasie
Die Makuläre Teleangiektasie (korrekt: Makuläre Teleangiektasien), oft abgekürzt MacTel, Synonym: Idiopathische juxtafoveolare Teleangiektasie, ist eine sehr seltene Fehlbildung mit abnormalen Gefäßen (Teleangiektasien) im Auge im Bereich der Makula und dadurch bedingter Einschränkung des Sehvermögens.
Die Erkrankung kann als Variante der angeborenen Teleangiektasie der Retina, dem  Morbus Coats angesehen werden. Eine Verwechslung mit anderen Makulaerkrankungen ist leicht möglich.
Die Abgrenzung erfolgte bei der Erstbeschreibung im Jahre 1968 durch den US-amerikanischen Augenarzt J. Donald M. Gass.

## Vorkommen
Die Häufigkeit wird mit 0,1 % bei einem Durchschnittsalter von 64 Jahren beim häufigsten Typ 2 angegeben. Damit handelt es sich um eine relativ seltene Erkrankung der Makula. Das weibliche Geschlecht ist etwas häufiger betroffen. Die Erkrankung wird meist im Alter zwischen 50 und 69 Jahren erstmals diagnostiziert, kann aber auch früher oder später auftreten.

## Klassifikation
Folgende Einteilung ist gebräuchlich:
- Typ 1, Synonyme: Aneurysmal telangiectasia; Visible and exudative idiopathic juxtafoveolar retinal telangiectasis, selten, angeboren und meist einseitig, möglicherweise Variante des Morbus Coats[7]
- Typ 2, Synonym: MacTel, erworben und beidseitig, häufigste Form, meist im mittleren oder fortgeschrittenen Alter
- Typ 3, Synonym: Occlusive idiopathic juxtafoveolar retinal telangiectasis, selten, primärer Gefässverschluss[8]

Von Yannuzzi und Mitarbeitern wurde 2006 eine etwas vereinfachte Einteilung vorgeschlagen in:
- Typ 1 „aneurysmatische Teleangiektasien“ (Typ 1)
- Typ 2: „perifoveale Teleangiektasien“

## Ursache
Erworbene Teleangiektasie basieren gehäuft auf Diabetes mellitus (28 %) und arterieller Hypertonie (52 %).
Es gibt autosomal-dominant vererbte Erkrankungen, bei denen auch die Makula betroffen sein kann.

## Symptome
Typische Erstsymptome sind vor allem Leseprobleme trotz gut angepasster Sehhilfen, Wahrnehmung von Verzerrungen (Metamorphopsien), ein verschwommener Seheindruck oder Probleme bei der Erkennung von Gesichtern. Der Visus ist zunächst nicht oder nur gering reduziert, kann in späteren Stadien aber bis in den Bereich um 0,1 absinken. Die Leseprobleme werden oft als verschwindende Buchstaben beschrieben.